# 古莱
古莱（法語：Goulet，法語發音：[gulɛ] ⓘ）是法国奥恩省的一个旧市镇，位于该省中部偏北，属于阿让唐区。2018年，古莱与临近的2个市镇合并为新市镇奥恩河畔蒙。新市镇行政中心位于古莱。

## 地理
古莱（48°43'58"N, 0°5'34"W）面积9.3 平方千米，位于法国诺曼底大区奧恩省，该省份为法国西北部内陆省份，北起顺时针与卡爾瓦多斯省、厄尔省、厄尔-卢瓦省、萨尔特省、马耶讷省和芒什省接壤。
与古莱接壤的市镇（或旧市镇、城区）包括：奥恩河畔穆兰、埃库谢莱瓦莱、奥恩河畔蒙、萨尔索、奥恩河畔丰特奈、埃库谢、蒙加鲁、埃库谢莱瓦莱。

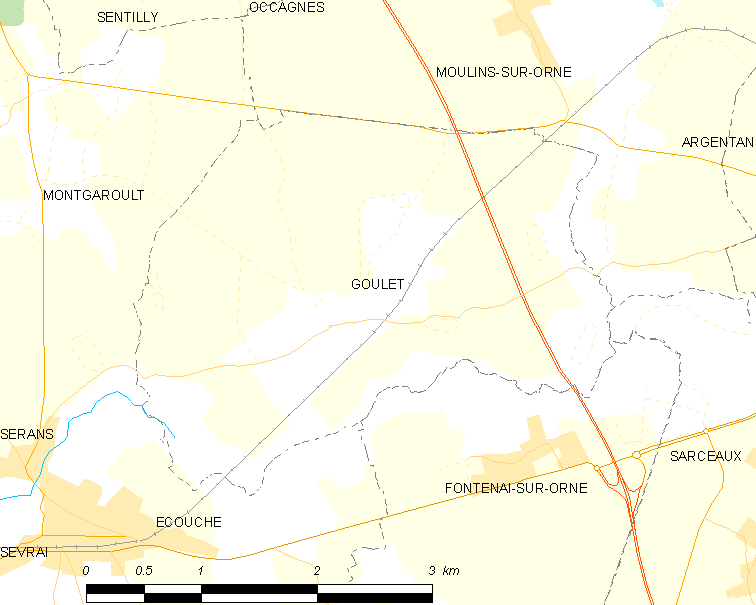
古莱的OSM定位图

古莱的时区为UTC+01:00、UTC+02:00（夏令时）。

## 行政
古莱的邮政编码为61150，INSEE市镇编码为61194。

## 政治
古莱所属的省级选区为马尼勒代塞尔县。

## 人口

1962-2008年间古莱人口变化图示

古莱于2018年1月1日时的人口数量为388人。